# Air Tower
La Air Tower (芝浦アイランド エアタワー) est un gratte-ciel construit de 2004 à 2007 à Tokyo dans le district de Minato-ku, mesurant 170 mètres de hauteur. Elle abrite 880 logements ainsi que des bureaux. La surface de plancher de l'immeuble est  de 89 680 m2.
La Air Tower fait partie du complexe Shibaura Island qui comprend également la Grove Tower, la Cape Tower et la Bloom Tower.
L'architecte est la société Kajima Corporation